# Parikshitgarh
Parikshitgarh es un pueblo y nagar Panchayat situado en el distrito de Meerut en el estado de Uttar Pradesh (India). Su población es de 19830 habitantes (2011). 

## Demografía
Según el censo de 2011 la población de Parikshitgarh era de 19830 habitantes, de los cuales 10385 eran hombres y 9445 eran mujeres. Parikshitgarh tiene una tasa media de alfabetización del 79,73%, superior a la media estatal del 67,68%: la alfabetización masculina es del 87,83%, y la alfabetización femenina del 70,92%.